# مسابقات جهانی تنیس روی میز ۱۹۶۵

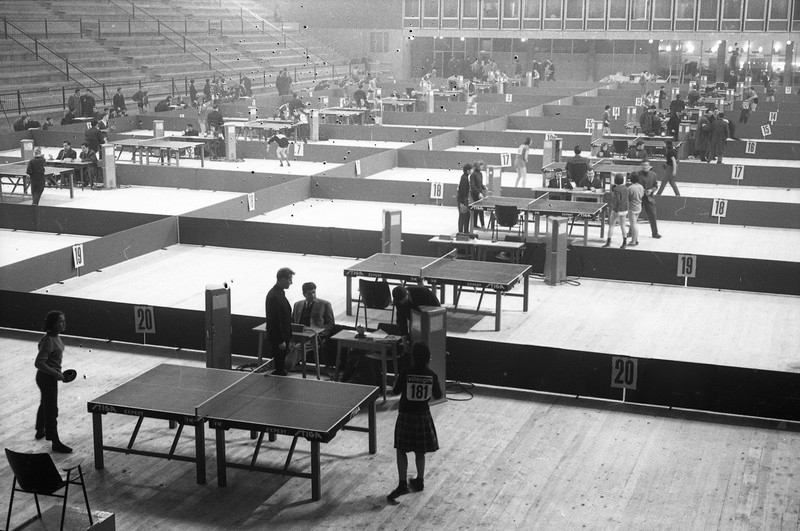
مسابقات جهانی تنیس روی میز ۱۹۶۵

مسابقات جهانی تنیس روی میز ۱۹۶۵ (انگلیسی: 1965 World Table Tennis Championships) بیست و هشتمین دوره مسابقات جهانی تنیس روی میز است که در شهر لیوبلیانا، یوگسلاوی برگزار شده است.
این مسابقات از ۱۵ تا ۲۵ آوریل ۱۹۶۵ در دو بخش تیمی و انفرادی انجام شده است.